# 索热共和国
索热共和国（法語：La République du Saugeais，發音：[so.ʒɛ]）是一個私人國家，位於法國東部的杜省，和瑞士邊境接壤，面積為128平方公里，由11個自治區所組成。索热共和国的首都為蒙伯努瓦。索热共和国實行總統共和制。現任總統是若尔热特·贝尔坦-普尔谢。索热共和国有自己的貨幣。國家語言是法語和法蘭克-普羅旺斯語。
索热共和国於1947年建國，原總統普爾舍在1968年去世，總統夫人加布里埃勒被選為共和國總統。自她當選後，她委任了1名總理、1名總書記、12名大使和超過300名榮譽市民。國歌歌詞採用1910年的約瑟夫·博蒂永以本地語言寫成的歌。1997年開始發行鈔票。1987年，法國郵政推出郵票以紀念索热共和国的成立。

## 總統列表
1. 喬治·普爾谢（1947年—1968年）
2. 加布里埃勒·普爾谢（1968年—1970年，1972年—2005年8月31日）
3. 若尔热特·貝爾坦-普爾谢（2005年至今）

## 外部連結
- FOTW 有該國的國旗資料 （页面存档备份，存于）

- [永久]